# Крук Максим Олександрович
Максим Олександрович Крук (4 березня 1994, Костопіль, Рівненьська область, Україна — 1 квітня 2023, с. Ступочки, Костянтинівський район, Донецька область, Україна) — молодший сержант Збройних сил України, учасник війни на сході України.

## Життєпис
Народився Максим Крук 4 березня 1994 року в місті Костопіль.
Закінчив Великолюбаський ліцей.
У травні 2011 року закінчив Рівненський державний обласний центр науково-технічної творчості учнівської молоді (місто Рівне), здобувши професію «оператор комп'ютерного набору», у травні 2012 року – Рівненський професійний ліцей (місто Рівне), здобувши професію «оператор електронного обчислювальних та обчислювальних машин», у березні 2012 року – Рівненську автошколу Товариства сприяння оборони України (місто Рівне), отримавши посвідчення водія автотранспортних засобів категорії «В, С».
З 6 листопада 2012 року по 25 жовтня 2013 року проходив строкову військову службу в лавах Збройних сил України. Служив у 208-й зенітній ракетній бригаді Повітряних сил Збройних сил України (військова частина А1836, місто Херсон).
10 травня 2022 року був мобілізований на військову службу, Молодший сержант, головний сержант 3-го десантно-штурмового взводу, 3-ї десантно-штурмової роти, 1-го десантно-штурмового батальйону, військова частина А0284 [80-та окрема десантно-штурмова бригада] (Україна).
1 квітня 2023 року під час виконання військового обов'язку поблизу населеного пункту Ступочки, Донецької області, причина смерті — ушкодження внаслідок військових дій від вибухів та осколків.
У Героя залишилась матір та сестра.
Героя поховали на «Новому» кладовищі м. Костопіль поруч з іншими Воїнами Небесного Легіону.

## Нагороди
- орден «За мужність» III ступеня (посмертно, 21 червня 2023) — за особисту мужність, виявлену у захисті державного суверенітету та територіальної цілісності України, самовіддане виконання військового обов'язку[1]